# ヤンゴニン
ヤンゴニン (Yangonin) は、カヴァに含まれる6つの主なカヴァラクトンのうちの1つである。カンナビノイド受容体CB1に対する結合親和性 (Ki = 0.72 μM )を持ち、アゴニストとして作用する。

## 毒性
ヤンゴニンは、ヒトの肝細胞に対するin vitroの毒性を示し、臭化エチジウムアッセイに基づくと約40%の生存率の低下を示す。細胞死のモードは、壊死よりもアポトーシスが支配的であることが明らかとなっている。グルタチオン濃度に関しては、大きな変化は観測されていない。